# Rio Humaitã
Rio Humaitã är ett vattendrag i Brasilien.   Det ligger i delstaten Rio Grande do Sul, i den södra delen av landet, 1 500 km söder om huvudstaden Brasília.
I omgivningarna runt Rio Humaitã växer i huvudsak städsegrön lövskog. Runt Rio Humaitã är det ganska glesbefolkat, med 29 invånare per kvadratkilometer.